# گئورگسمارینهوته
شهر گئورگسمارینهوته (به آلمانی: Georgsmarienhütte) در ایالت نیدرزاکسن در کشور آلمان واقع شده‌است.

## نگارخانه

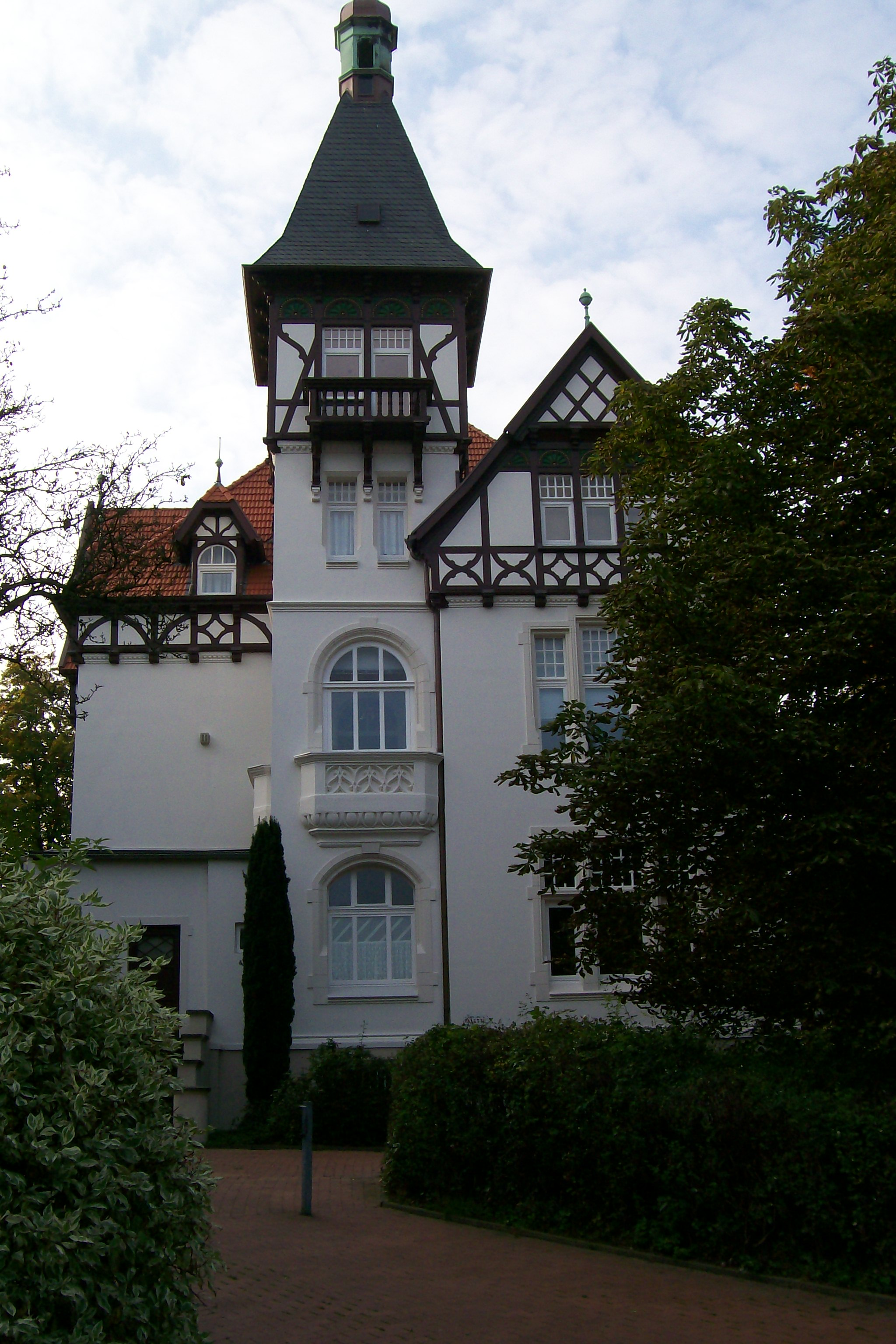
موزهٔ Villa Stahmer
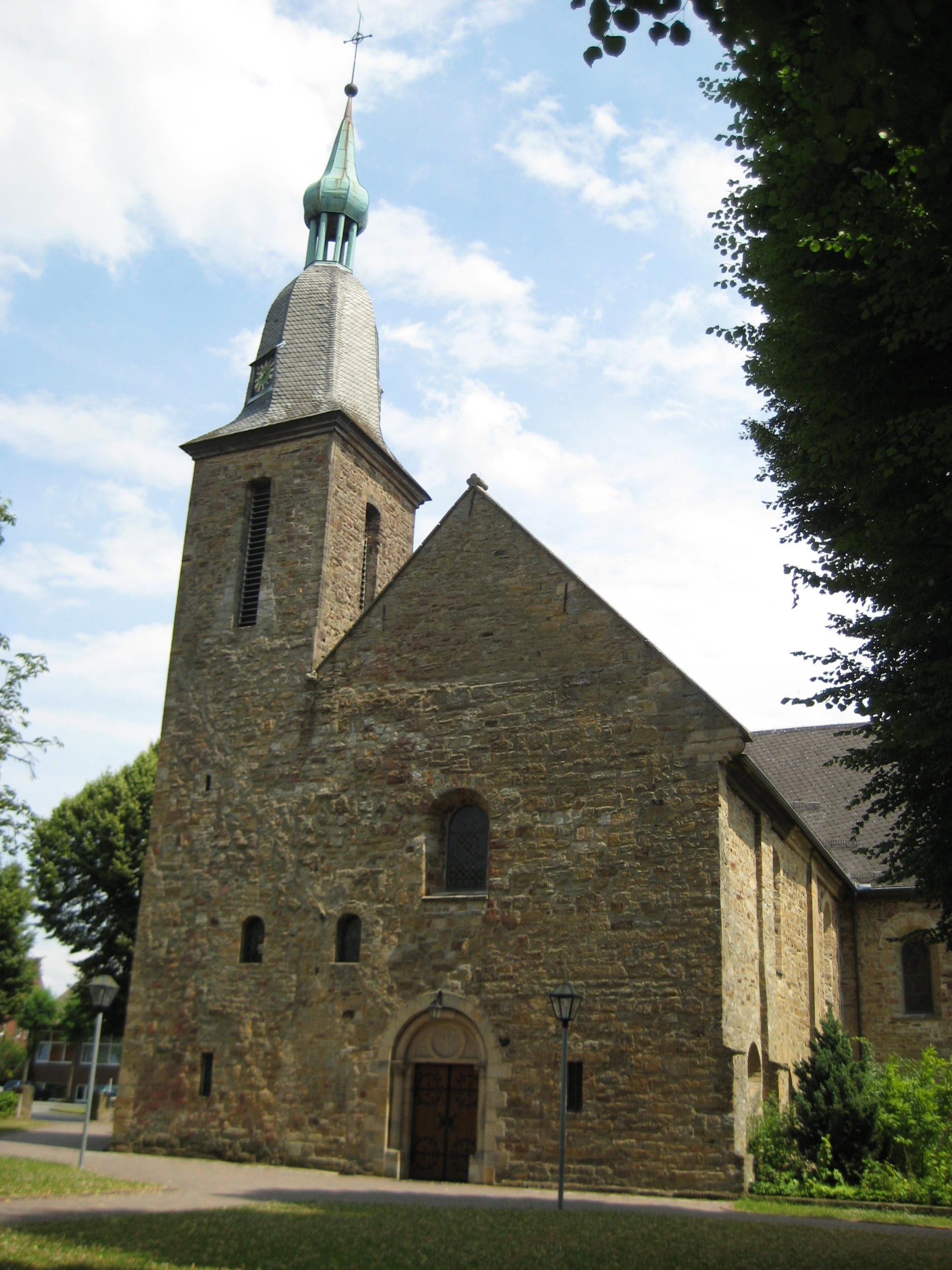
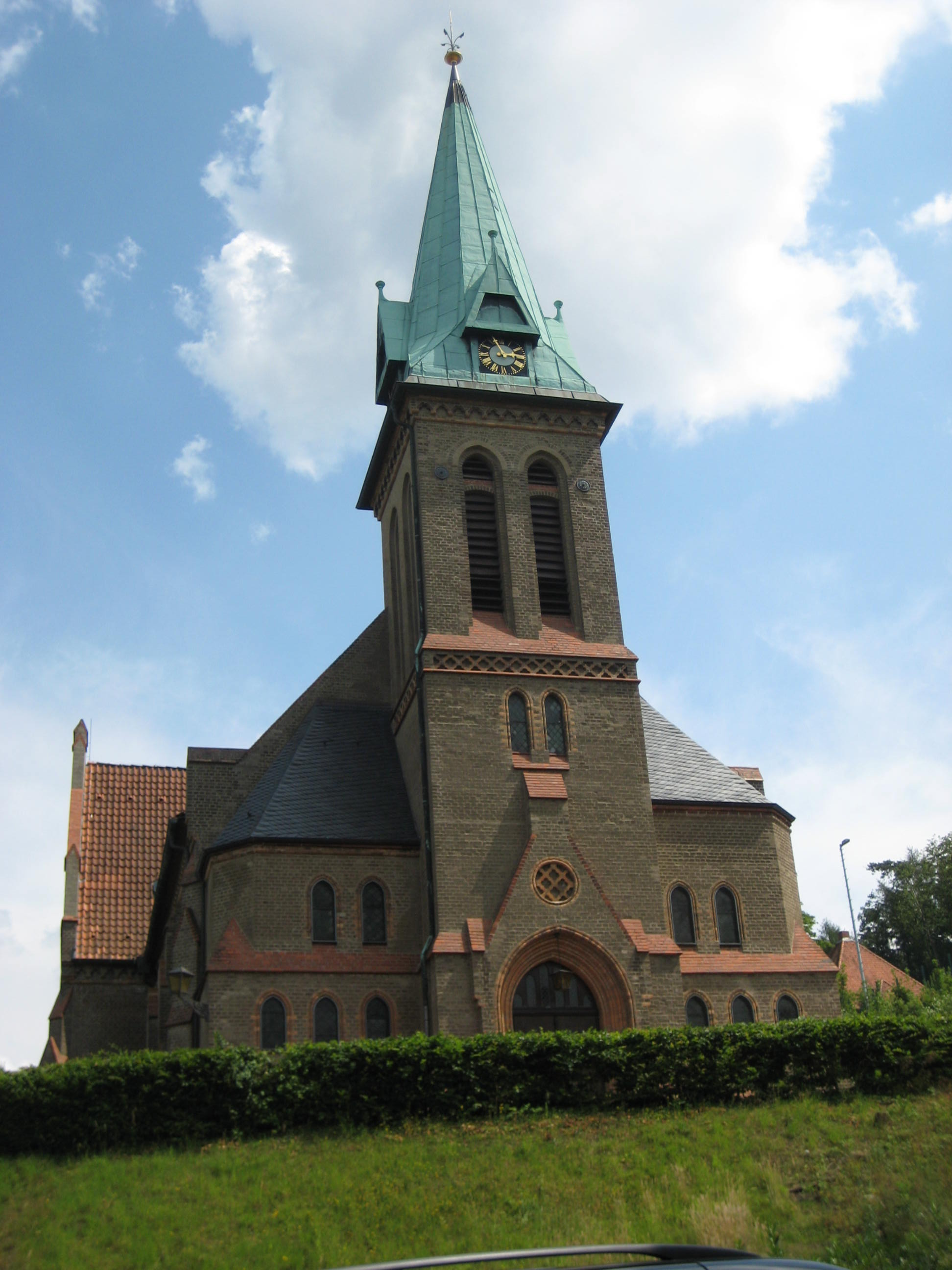